# Poa tenera
Poa tenera là một loài thực vật có hoa trong họ Hòa thảo. Loài này được F.Muell. ex Hook.f. miêu tả khoa học đầu tiên năm 1858.